# مئير لاهاف
مئير لاهاف (بالعبرية: מאיר להב، من مواليد 1936 في صوفيا، بلغاريا) هو كيميائي وعالم مواد إسرائيلي أستاذ فخري في معهد وايزمان للعلوم.
هاجر لاهاف إلى إسرائيل عام 1948. درس في الجامعة العبرية في القدس، حيث حصل على درجة الماجستير في كيمياء البوليمرات عام 1962. مع غيرهارد شميدت في معهد وايزمان للعلوم، حصل على درجة الدكتوراه. في كيمياء الحالة الصلبة. كزميل ما بعد الدكتوراه، عمل لاهاف مع بول دوتي بارتليت في جامعة هارفارد، من بين آخرين، قبل أن يعود إلى إسرائيل في عام 1971. منذ عام 1985، شغل منصب أستاذ في معهد وايزمان.